# 33ª Brigata meccanizzata
La 33ª Brigata meccanizzata autonoma (in ucraino 33-тя окрема механізована бригада?, 33-tja okrema mechanizovana bryhada, unità militare A4447) è un'unità di fanteria meccanizzata delle Forze terrestri ucraine, subordinata al Comando operativo "Ovest" e con base a Pavlohrad.

## Storia
La brigata è stata formata il 1º aprile 2016 come parte del Corpo di Riserva delle Forze terrestri ucraine, ma non ha mai ricevuto personale ed è rimasta soltanto sulla carta. Nel gennaio 2023 è stata riattivata nell'ambito dell'espansione dell'esercito ucraino in previsione della controffensiva estiva, ricevendo un nuovo stemma temporaneo. Ha fatto parte insieme ad altre 8 nuove brigate del 10º Corpo operativo, equipaggiato ed addestrato principalmente grazie agli aiuti occidentali e destinato alle operazioni offensive. Si tratta di una brigata equipaggiata in modo disomogeneo, avendo a disposizione alcuni dei migliori carri armati, i Leopard 2A6, insieme ai veicoli ruotati MaxxPro, con pochi IFV cingolati. Ciò la rende particolarmente adatta per il combattimento urbano. Il battaglione corazzato dell'unità è stato creato a partire da elementi della 4ª Brigata corazzata. Alla fine di maggio è stato rivelato lo stemma definitivo dell'unità.
All'inizio di giugno la brigata è entrata in linea per la prima volta, venendo dispiegata nell'area a est di Orichiv insieme alla 46ª Brigata aeromobile. Fra il 7 e l'8 giugno elementi della brigata hanno supportato l'attacco di un gruppo tattico di Bradley e Leopard 2A6 della 47ª Brigata meccanizzata, il quale ha tentato di sfondare la prima linea di difesa russa a sud di Orichiv tenuta da due reggimenti (291º e 70º) della 42ª Divisione fucilieri motorizzata delle guardie, rimanendo bloccato in un campo minato e perdendo diversi veicoli. Gli attacchi delle due brigate sono continuati anche nei giorni successivi, senza ottenere guadagni territoriali ma costringendo la 58ª Armata combinata russa a spostare la 22ª Brigata specnaz dalla riserva alla prima linea. Nel corso di questa operazione, il 9 giugno è stato ucciso in combattimento uno dei vice comandanti della brigata, tenente colonnello Andrij Bojko. Nei tre mesi successivi la brigata è stata mantenuta principalmente in riserva, distaccando alcuni dei suoi Leopard 2 in supporto dell'avanzata delle altre unità ucraine ma preservandone la maggior parte in attesa del superamento delle linee fortificate russe ad opera della fanteria. A partire da metà ottobre, dopo il ritiro dalla prima linea della 47ª Brigata meccanizzata, l'unità è stata maggiormente coinvolta nei combattimenti nel saliente di Robotyne.
Nel 2024 elementi della brigata sono stati trasferiti nel settore di Avdiïvka, catturata dai russi a metà febbraio, venendo impiegati in un contrattacco in direzione del villaggio di Pobeda per impedirne la conquista da parte della 20ª e della 150ª Divisione fucilieri motorizzata, fallendo nel tentativo a causa della scarsità di munizioni. Il grosso dell'unità ha continuato a operare presso Robotyne, ricatturandone le fortificazioni meridionali insieme alla 65ª Brigata meccanizzata dopo che quest'ultima aveva perso alcune posizioni a sud del villaggio. Durante l'estate la brigata è stata trasferita al completo sul fronte di Pokrovs'k, dove è stata impiegata a difesa dell'area a sud di Kurachove. A metà novembre, dopo aver inflitto diverse perdite ai reparti meccanizzati russi, ha dovuto cedere il villaggio di Dal'nje sotto la pressione della 39ª Brigata fucilieri motorizzata e del 255º Reggimento della 20ª Divisione fucilieri motorizzata. Alla fine di gennaio 2025 il comandante della brigata, colonnello Jurij Hupaljuk, è stato riassegnato al comando della 156ª Brigata meccanizzata in fase di costituzione e sostituito dal colonnello Dmytro Pavlisa. Nel giugno 2025 la brigata è stata trasferita al 20º Corpo d'armata di recente costituzione.

## Struttura
- Comando di brigata[21]
- 1º Battaglione meccanizzato
- 2º Battaglione meccanizzato
- 3º Battaglione meccanizzato
- 417º Battaglione fucilieri (Luc'k, unità militare A4898)[22][23]
- 418º Battaglione fucilieri (Ivano-Frankivs'k, unità militare A4805)[24]
- 421º Battaglione fucilieri (Rivne, unità militare A4832)[25]
- Battaglione corazzato (T-72M1 e Leopard 2A4)
- Battaglione sistemi senza pilota "Sky Monsters"
- Gruppo d'artiglieria
  - Battaglione artiglieria semovente (M109L)
  - Battaglione artiglieria semovente (2S1 Gvozdika)
  - Battaglione artiglieria lanciarazzi (BM-21 Grad)
  - Battaglione artiglieria controcarri
- Battaglione artiglieria missilistica contraerei
- Battaglione genio
- Battaglione manutenzione
- Battaglione logistico
- Compagnia ricognizione
- Compagnia comunicazioni
- Compagnia radar
- Compagnia difesa NBC
- Compagnia medica

## Comandanti
- Tenente colonnello Dmytro Rjumšin (2022 - novembre 2023)[26]
- Colonnello Ivan Vojtenko (novembre 2023 - agosto 2024)
- Colonnello Jurij Hupaljuk (agosto 2024 - gennaio 2025)[27]
- Colonnello Dmytro Palisa (gennaio 2025 - in carica)[28]